# Мейстер, Георгий Карлович
Георгий Карлович Мейстер (15 апреля 1873, Москва — 21 января 1938, Саратов) — советский учёный в области селекции и семеноводства зерновых и зернобобовых культур. Доктор биологических наук (1934), профессор, академик ВАСХНИЛ (1935).

## Биография
Родился в Москве. В 1897 окончил Новоалександрийский институт сельского хозяйства и лесоводства. Работал по оценочной статистике (Московская городская управа и Владимирское губернское земство), в 1902—1907 уездный агроном Балашовской земской управы Саратовской губернии, в 1908—1917 годах — директор Балашовского опытного поля.
Заведующий селекционным отделом (1918—1935), директор (1920—1926) Саратовской селекционной станции (позже преобразованной в НИИ сельского хозяйства Юго-Востока).
В 1921—1932 годах — профессор, заведующий кафедрой генетики, селекции и семеноводства Саратовского института сельского хозяйства и мелиорации, директор (1924—1927) Саратовской Госсемкультуры, директор (1933) Саратовского селекционного центра.
Доктор биологических и сельскохозяйственных наук (1935). Вице-президент ВАСХНИЛ (1935—1937), председатель Секции зерновых, зернобобовых и масличных культур. В 1937 году — и. о. президента ВАСХНИЛ.
Арестован 11 августа 1937 года. Подписан к репрессии по первой категории (расстрел) в списке Саратовской области от 22 декабря 1937 года на 170 чел., № 92, по представлению нач. 8-го отдела ГУГБ НКВД В.Е.Цесарского. Подписи: Сталин, Молотов, Каганович, Ворошилов. 21 января 1938 года Военной коллегией Верховного Суда СССР приговорён к ВМН и в тот же день расстрелян. Реабилитирован 26 декабря 1957 года.

### Семья

Г. К. Мейстер и его жена Л. А. Мейстер в Америке (1936)

Жена — Людмила Абрамовна Мейстер, переводчик и литературовед.
Дочь — Мейстер, Нина Георгиевна, научный работник НИИСХ Юго-Востока, доктор сельскохозяйственных наук, автор сортов озимой пшеницы.
Приёмная дочь — Татьяна Георгиевна Мейстер (1922—1989), доктор физико-математических наук, профессор Ленинградского университета, была замужем за физиком А. М. Шухтиным.

## Научная деятельность
С 1910 по 1937 годы опубликовал около 100 трудов по проблемным вопросам генетики, селекции, семеноводства и биологии.
Один из создателей новых высокоурожайных, устойчивых к осыпанию безостых гибридных сортов пшеницы (Саратовская 210, Альбидиум 43 и др.). Проводил опыты по отдалённой гибридизации. Инициатор работ по выведению ржано-пшеничных гибридов. Создал ряд их зимостойких форм.

## Награды
- Заслуженный деятель науки РСФСР (1929)
- орден Ленина (1935)
- орден «Знак Почёта» (1936).

## Память
- Улица в Саратове[2].